# Walter Vaes
Walter Constant Renerus Vaes (Borgerhout, 12 februari 1882 - Antwerpen, 4 april 1958) was een Belgisch kunstschilder en etser. 

## Biografie
Vaes, geboren in Borgerhout, bracht enkele jaren van zijn kindertijd door in Liverpool. Hij groeide op in een familie en omgeving van notabelen, intellectuelen en kunstenaars. Zijn opleiding tot kunstschilder en etser begint in het atelier onder leiding van zijn oom Piet Verhaert. Vanaf zijn veertiende vervolgt hij zijn opleiding op de Koninklijke Academie voor Schone Kunsten van Antwerpen in het atelier van Albrecht De Vriendt. In 1904 won hij de prestigieuze Prix de Rome waarmee hij in 1905 een studiereis naar Italië kon maken. Twee jaar later reisde hij ook naar Egypte, Libanon en Syrië. 
Net als veel andere Belgische kunstenaars verbleef Vaes tijdens de Eerste Wereldoorlog in het buitenland. Van 1914 tot 1919 woonde hij in het Zeeuwse Veere. Zijn band met Nederland komt ook naar voren in zijn schetsen van steden als Amsterdam, Haarlem en Delft, tevens was hij lid van de Pulchri Studio in Den Haag.
Begin 1919 keerde hij terug naar Borgerhout. Aldaar had hij een prominente rol binnen artistieke kringen waar ook schrijvers als Willem Elschot en Lode Baekelmans deel van uit maakte.

## Stijl
Vaes groeide op in een periode waarin België met de opkomst van Art Nouveau beschouwd kon worden als een cultureel centrum van Europa. Toen Vaes eenmaal voor een realistisch stijl (ook wel omschreven als postimpressionistisch) gekozen had week hij hier niet meer van af. Nieuwe ontwikkelingen en stromingen die in zijn tijd voorkwamen, zoals het expressionisme, Nieuwe zakelijkheid of de Cobra beweging, negeerde hij en bleef trouw aan zijn oorspronkelijke uitgangspunten. Opvallend is dat ondanks verschillende etsen de invloed van zijn reizen naar Italië en het Midden-Oosten en het mediterrane licht niet terug te vinden is in zijn schilderijen.
De loyaliteit aan zijn eigen stijl is mogelijk een verklaring waarom hij na zijn dood enigszins in de vergetelheid is geraakt. Bij leven was hij juist een bekend en gewaardeerde schilder met veel tentoonstellingen in zowel België als Nederland. 
Vaes schilderde voornamelijk landschappen, stillevens en bloemen. Als etser maakte hij landschappen en stadsaanzichten, die regelmatig verwijzen naar zijn diverse reiservaringen. Tussen 1900 tot in de jaren dertig creëert Vaes zo'n driehonderdvijftig etsen. Deze maakte hij ter eigen ontspanning en voor eigen rekening, vaak drukte hij deze ook zelf af. 

## Erkenning
Het werk van Vaes is te vinden in de collecties van diverse musea in België en Nederland. Na zijn overlijden hebben er diverse overzichtstentoonstellingen plaatsgevonden..
In 2021 ontving Musée L door middel van een schenking een honderdachtenvijftig etsen van de Antwerpse schilder. 
- Gemeinsame Normdatei: 117325066
- International Standard Name Identifier: 0000 0001 0754 3575
- Library of Congress Control Number: no2009108321
- Musée national d'archéologie, d'histoire et d'art: lkl000903
- Nederlandse Thesaurus van Auteursnamen: 073209333
- RKD-Nederlands Instituut voor Kunstgeschiedenis: 78930
- Système universitaire de documentation: 086474235
- Union List of Artist Names: 500013950
- Virtual International Authority File: 91153767
- WorldCat: E39PBJgMvrQJkQKpcvpfRybw4q